# Женски разговори (ТВ серија)
„Женски разговори” је југословенска телевизијска серија снимљена 1972. године у продукцији Телевизије Београд. Серија је снимљена према кратким прозним текстовима Душка Радовића, према којима је урађена и сценска адаптација која се још увек игра у српским позориштима. Године 1991. објављена је и збирка кратке прозе под насловом „Женски разговори”, која је до сада доживела 20-ак издања.
| Назив                   | Датум              |
| ----------------------- | ------------------ |
| Огласи                  | 20. јануара 1972.  |
| Највећа мана            | 27. јануара 1972.  |
| Како поправити мушкарца | 3. фебруара 1972.  |
| Црвени кончић           | 10. фебруара 1972. |
| Супарнице               | 17. фебруара 1972. |
| Црни флор               | 24. фебруара 1972. |
| Растанак                | 2. марта 1972.     |
| Мушкарци                | 16. марта 1972.    |

## Улоге
| Глумац                     | Улога        |
| -------------------------- | ------------ |
| Олга Ивановић              | (4 еп. 1972) |
| Ксенија Јовановић          | (3 еп. 1972) |
| Дара Чаленић               | (2 еп. 1972) |
| Рахела Ферари              | (2 еп. 1972) |
| Мирјана Коџић              | (2 еп. 1972) |
| Оливера Марковић           | (2 еп. 1972) |
| Бранка Митић               | (2 еп. 1972) |
| Дубравка Перић             | (2 еп. 1972) |
| Јелисавета Сека Саблић     | (2 еп. 1972) |
| Ружица Сокић               | (2 еп. 1972) |
| Рената Улмански            | (2 еп. 1972) |
| Босиљка Боци               | (1 еп. 1972) |
| Нађа Булатовић             | (1 еп. 1972) |
| Милутин Бутковић           | (1 еп. 1972) |
| Стојан Дечермић            | (1 еп. 1972) |
| Милена Дравић              | (1 еп. 1972) |
| Вука Дунђеровић            | (1 еп. 1972) |
| Капиталина Ерић            | (1 еп. 1972) |
| Ђорђе Јелисић              | (1 еп. 1972) |
| Татјана Лукјанова          | (1 еп. 1972) |
| Добрила Матић              | (1 еп. 1972) |
| Никола Милић               | (1 еп. 1972) |
| Драгољуб Милосављевић Гула | (1 еп. 1972) |
| Милан Пузић                | (1 еп. 1972) |
| Миодраг Радовановић        | (1 еп. 1972) |
| Олга Спиридоновић          | (1 еп. 1972) |
| Жижа Стојановић            | (1 еп. 1972) |
| Мира Ступица               | (1 еп. 1972) |
| Михајло Викторовић         | (1 еп. 1972) |
| Велимир Животић            | (1 еп. 1972) |

Комплетна ТВ екипа ▼
| Редитељ    | Јован Коњовић | (8 еп. 1972) |
| Сценариста | Душан Радовић | (8 еп. 1972) |